# Mont Yari
Pour les articles homonymes, voir Yari (homonymie).
Le mont Yari (槍ヶ岳, Yari-ga-take) est une montagne du Japon située dans le centre de l'île de Honshū, à la frontière entre les préfectures de Nagano et de Gifu.
Avec 3 180 mètres, le mont Yari est le deuxième sommet des monts Hida après le mont Hotaka, et la cinquième plus haute montagne du Japon. Il fait partie des 100 montagnes célèbres du Japon. Le sommet est inclus dans le parc national de Chūbu-Sangaku.
Son nom vient du mot yari, « lance » en japonais, à cause de sa forme. Il est surnommé le mont Cervin du Japon, de par leur ressemblance.
Le prêtre Banryū (播隆, 1786-1840), première personne qui en 1828 aurait gravi cette montagne, y a fondé un temple.